# Мадлен Радуканова
Мадлен Радуканова (англ. Madlen Radukanova, болг. Мадлен Миленова Радуканова нар. 14 травня 2000, Софія) — болгарська гімнастка, що виступає в груповій першості. Олімпійська чемпіонка Токіо. Чемпіонка та багаторазова призерка чемпіонатів світу, Європи та Європейських ігор. Почесна громадянка Софії.
У 2019 році спільно зі Стефані Кір'яковою, Сімоною Дянковою, Лаурою Траатс та Ерікою Зафіровою після здобуття срібла та бронзи чемпіонату світу була визнана командою року в Болгарії.

## Біографія
Батько, Мілен Радуканов, був професійним футболістом та тренером футбольних клубів ЦСКА (Софія), Ботев (Пловдив), Славія (Софія) та ОФК (Пірін).

## Спортивна кар'єра
У п'ятирічному віці батьки відвели до секції художньої гімнастики клубу «Левські-Традиція» в Софії, Болгарія, де тренувалась старша сестра.

### 2021
На Олімпійських іграх в Токіо, Японія, спільно зі Стефані Кір'яковою, Сімоною Дянковою, Лаурою Траєц та Ерікою Зафіровою здобула перемогу в груповій першості.

## Результати на турнірах
| Рік  | Змагання         | Команда | ГП | 5 | 3 + 2 |
| ---- | ---------------- | ------- | -- | - | ----- |
| 2017 | Чемпіонат світу  |         | 2  | 4 | 3     |
| 2018 | Чемпіонат Європи | 3       | 3  |   | 1     |
| 2018 | Чемпіонат світу  |         | 3  | 1 | 6     |
| Рік  | Змагання         | Команда | ГП | 5 | 4 + 3 |
| 2019 | Європейські ігри |         | 2  | 2 | 3     |
| 2019 | Чемпіонат світу  | 6       | 3  | 2 | 5     |
| 2021 | Чемпіонат Європи |         |    | 1 | 2     |
| 2021 | Олімпійські ігри |         | 1  |   |       |